# 宮澤竹美
宮澤竹美（みやざわたけみ、1994年〈平成6年〉8月12日 - ）は、日本の女優・タレントである。本名・宮澤竹美。
| みやざわ たけみ 宮澤 竹美 | みやざわ たけみ 宮澤 竹美 |
| ------------------------- | ------------------------- |
| 別名義                    | 宮澤 竹美                 |
| 生年月日                  | 1994年8月12日（27歳）     |
| 出生地                    | 東京都練馬区              |
| 身長                      | 162cm                     |
| 血液型                    | o型                       |
| 職業                      | 女優                      |
| ジャンル                  | 舞台・ドラマ・映画        |
| 活動期間                  | 2014年 -                  |
| 配偶者                    | 未婚                      |
| 事務所                    | 吉本興業                  |
| 公式サイト                | 吉本興業プロフィール      |

## 人物
趣味：家にいること。お尻鑑賞。お笑い鑑賞。けん玉。
特技：人の顔と名前を覚える。

## 出演

### テレビドラマ
- ブラックペアン 第7話（2018年6月3日、TBS）[1]